# Johannes van Westfalen
Johannes van Westfalen (Duits: Johann von Westfalen, Latijn: Joannes de Westfalia Paderbornensis) (omgeving van Paderborn of Hachen, ca. 1450 – na 30 december 1501) was een van de eerste drukkers in de Nederlanden en het huidige België.
Na een korte samenwerking met Dirk Martens in Aalst, vestigde Johannes zich in 1474 in Leuven waar hij tot rond 1500 drukker en boekhandelaar bleef.

## Afkomst en opleiding
Johannes van Westfalen werd geboren in de omgeving van Paderborn of in Hachen. Op basis van de letters waarmee hij later in de Nederlanden drukte, wordt vermoed dat hij zijn opleiding tot drukker in Noord-Italië kreeg.
Aan het einde van de jaren 1470 was in Leuven ook een Konrad van Westfalen actief als drukker. Hij schreef zich op 27 februari 1477 in aan de Leuvense Faculteit Geneeskunde, maar publiceerde in 1476 al een eerste editie in de universiteitsstad. Bij zijn inschrijving werd genoteerd dat hij afkomstig was uit het Bisdom Paderborn. Het blijft onzeker of er een familieband bestond tussen beide drukkers.

## Samenwerking met Dirk Martens (Aalst, 1473-1474)
In 1474 werden in Aalst twee boeken gedrukt die de naam van Johannes van Westfalen en Dirk Martens vermeldden in het colofon. Deze boeken kwamen uit hetzelfde atelier als zes andere edities uit 1473-1474.
De precieze rolverdeling tussen Martens en Johannes van Westfalen is sinds lang een discussiepunt. In 2004 verwierf de Koninklijke Bibliotheek van België een onvolledig exemplaar van de Logica vetus, een van de boeken die beide namen vermelden. Dit leidde tot de hypothese dat de samenwerking terugging tot de vroegste Aalstse drukken uit 1473. Terwijl de uit Aalst afkomstige Martens zorgde voor een ruimte voor de drukkerij, zou Johannes van Westfalen het nodige kapitaal hebben ingebracht. Heel waarschijnlijk ontmoetten beide drukkers elkaar in Venetië.

## Leuven (1474-1503)
Op 7 juni 1474 schreef Johannes van Westfalen zich in aan de Faculteit Kerkelijk recht van de Universiteit van Leuven. Deze inschrijving was een vereiste om in de stad in het boekhandel actief te mogen zijn. Op 9 december 1474 publiceerde hij zijn eerste druk in Leuven. Samen met Johannes Veldener was hij daarmee een van de eerste drukkers in de stad en het Hertogdom Brabant. Het blijft onduidelijk wie van hen de eerste editie uitbracht, maar Veldener verbleef wel al eerder in Leuven.
In Leuven legde Johannes zich toe op het drukken van juridische en literaire teksten. Na 1478 was hij een van de weinige drukkers die in Leuven actief bleven en tussen 1488 en 1499 was hij zelfs de enige. Uit deze periode zijn ongeveer 140 werken bekend, maar slechts 10 daarvan dateren uit de jaren 1490. Aan het begin van de 16de eeuw was hij nog betrokken bij een Parijse editie van een brevier voor het bisdom Luik.
Vanuit Leuven onderhield hij onder meer handelscontacten met Oxford en Londen. Hij bezocht Engeland ook driemaal in 1478, 1480 en 1483.
Johannes van Westfalen zou in Leuven een zekere Cornelius van Delft hebben opgeleid. Hij drukte omstreeks 1500 het eerste boek in Luik en maakte daarvoor gebruik van karakters die eerder door Johannes van Westfalen waren gebruikt.
- Bibliothèque nationale de France: cb15078590d (data)
- Gemeinsame Normdatei: 134108760
- International Standard Name Identifier: 0000 0004 5514 9419
- Library of Congress Control Number: nr96032599
- Nationale Bibliotheek van Tsjechië: ola2008459677
- Virtual International Authority File: 209295323